# پشیمان‌ام نیستم (ترانه دمی لواتو)
«پشیمان‌ام نیستم» (به انگلیسی: Sorry Not Sorry) تک‌آهنگی از هنرمند اهل ایالات متحده آمریکا دمی لواتو است که در ۱۱ ژوئیه ۲۰۱۷ منتشر شد. این تک‌آهنگ در آلبوم به من بگو دوستم داری قرار داشت.
این تک‌آهنگ در چارت‌های، در رتبه اول و در چارت‌های، استرالیا، نیوزلند، بریتانیا، جزو ده ترانه اول قرار گرفت.